# Uravakonda
Uravakonda é uma vila no distrito de Anantapur, no estado indiano de Andhra Pradesh.

## Geografia
Uravakonda está localizada a 14° 57′ N, 77° 16′ L. Tem uma altitude média de 459 metros (1505 pés).

## Demografia
Segundo o censo de 2001, Uravakonda tinha uma população de 31 865 habitantes. Os indivíduos do sexo masculino constituem 51% da população e os do sexo feminino 49%. Uravakonda tem uma taxa de literacia de 61%, superior à média nacional de 59,5%: a literacia no sexo masculino é de 71% e no sexo feminino é de 50%. Em Uravakonda, 12% da população está abaixo dos 6 anos de idade.